# رالف مورفی
رالف مورفی (انگلیسی: Ralph Murphy; ۱ مهٔ ۱۸۹۵ – ۱۰ فوریهٔ ۱۹۶۷) کارگردان اهل ایالات متحده آمریکا فعال بین دهه‌های ۱۹۳۰ تا ۱۹۶۰ بود. از فیلم‌هایش می‌توان شریکان جنایت را نام برد.